# Franz Joseph Heim
Franz Joseph Heim (Appenzell, 2 februari 1793 - Appenzell, 3 oktober 1859) was een Zwitsers politicus.
Franz Joseph Heim ontving onderwijs bij de Kapucijnen. Na zijn opleiding nam hij dienst in het bondsleger. In 1815 was hij korporaal in het Bundeskontingent bij Bazel. Van 1822 tot 1827 was hij administrateur van de Landesschulkasse. Van 1822 tot 1828 was hij Landschreiber, van 1836 tot 1839 regerend en in 1840 plaatsvervangend Hauptmann (bestuurder) van Rhode Schlatt.
Franz Joseph Heim trad in 1840 toe tot de regering van het kanton Appenzell Innerrhoden. Van 1840 tot 1845 was hij Siechen- und Armenpfleger (hoofd sociale zaken), van 1845 tot 1846 Landeshauptmann (hoofd bos- en landbouw), van 1846 tot 1855 was Statthalter (hoofd politie, financiën en economische zaken). In die laatste hoedanigheid voerde hij in 1852 een munthervorming door. Van 1855 tot 1857 was hij Regierend Landammann (dat wil zeggen regeringsleider) van Appenzell Innerrhoden).
Franz Joseph Heim vertegenwoordigde in 1848 het kanton Appenzell Innerrhoden bij de laatste Tagsatzung. Hij was een groot pleitbezorger van de bondsgrondwet van 1848. Van 1853 tot 1855 was hij lid van de Kantonsraad (eerste kamer Bondsvergadering).
In het conservatieve Appenzell Innerrhoden werd Heim gezien als een radicaal, in Bern werd hij echter tot de conservatieven gerekend.
Franz Joseph Heim overleed op 66-jarige leeftijd.

## Landammann
- 1855-1857 — Landammann
- 1857-1859 — Pannerherr

## Voetnoten
1. ↑  Hoofd administratie

- Gemeinsame Normdatei: 1054393966
- Historisch woordenboek van Zwitserland: 004792
- International Standard Name Identifier: 0000 0000 2665 4791
- Library of Congress Control Number: n82154644
- Nederlandse Thesaurus van Auteursnamen: 070569517
- Virtual International Authority File: 33353323
- WorldCat: E39PBJwdcFkRKryF7x47Kf8grq